# 유니키티!
《유니키티!》(Unikitty!)는 레고와 워너 브라더스 애니메이션이 《레고 무비》에 등장하는 동명의 등장인물을 주인공으로 내세워 합작한 미국의 텔레비전 애니메이션이다. 대한민국에서는 카툰 네트워크에서 2018년 5월 5일부터 방송되었다.

## 등장인물
- 유니키티 (성우: 타라 스트롱/이재현) – 고양이와 유니콘이 혼합된 생명체이자 유니킹덤의 공주다. 항상 매우 행복하고 긍정적이며 낙관적이지만 분노를 참지 못할 때가 있다.
- 퍼피콘 (성우: 그레이 딜라일/정유미) – 개와 강아지가 혼합된 생명체이자 유니킹덤의 왕자로, 유니키티의 남동생이다. 우둔하고 어리바리하지만 심성이 좋다.
- 폭스 박사 (성우: 케이트 미쿠치/김율) – 성에서 생활하는 과학자로, 실험과 발명을 좋아한다.
- 리처드 (성우: 로저 크레이그 스미스/백승철) – 회색 레고 브릭이자 왕실 고문이다. 활기 없고 단조로운 어조로 말한다.
- 호커다일 (성우: 로저 크레이그 스미스/이광수) – 매와 크로커다일이 혼합된 생명체이자 유니키티의 경호원이다. 폭스 박사를 짝사랑한다.
- 프라운 (성우: 에릭 바우자/이상헌) – 유니키티의 적이자 악당. 곳곳에 고통과 불행을 전파한다.
- 브록 (성우: 마이클 크로너/백승철) – 프라운의 동거자.

## 같이 보기
- 레고 무비 (시리즈)